# Apollo obdziera Marsjasza ze skóry
Apollo obdziera Marsjasza ze skóry – obraz hiszpańskiego malarza barokowego Jusepe de Ribery, sygnowany po prawej stronie: Jusepe de Ribera espanol, F, 1637.

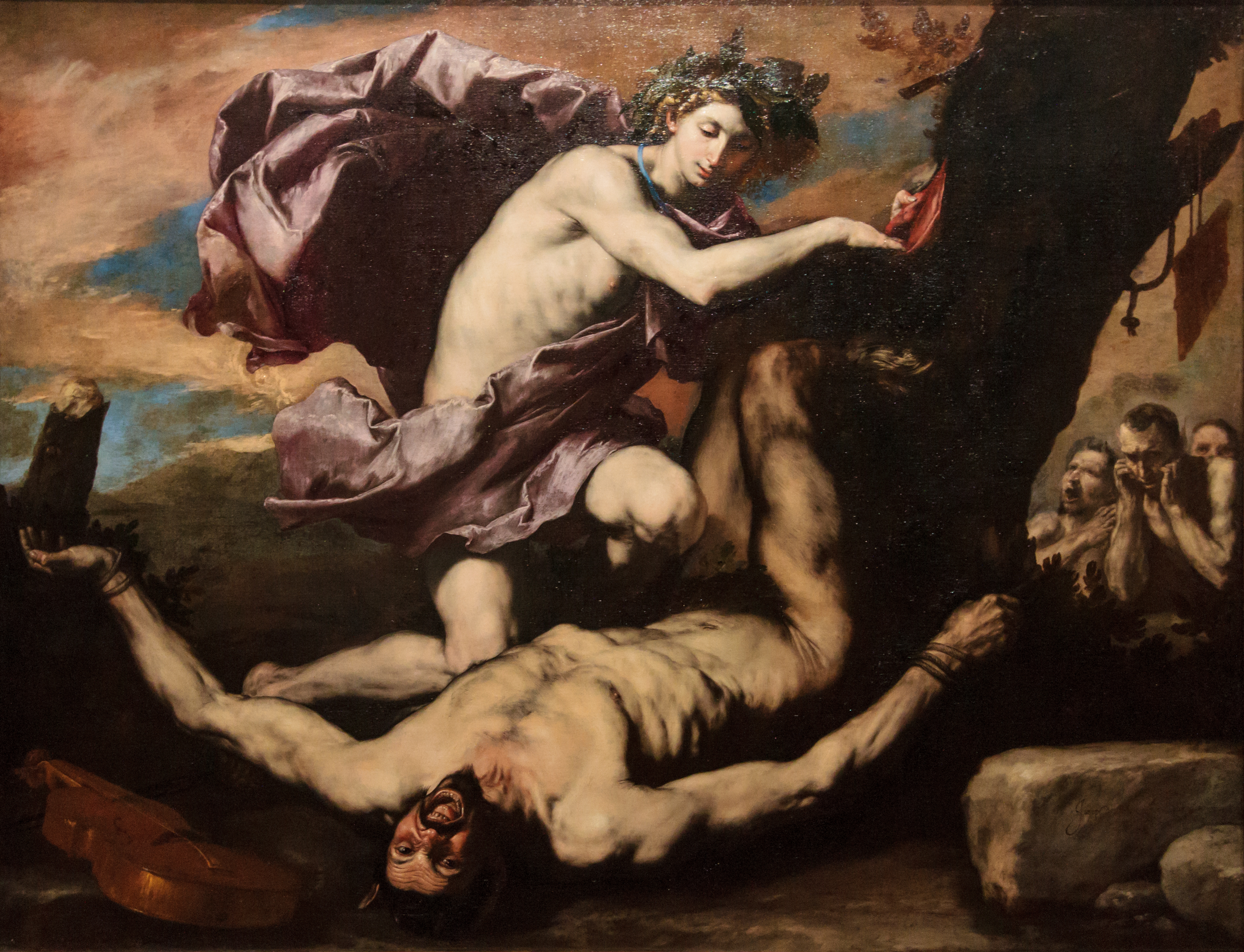
Druga wersja motywu pojedynku Apolla z Marsjaszem, powstała w 1637 roku.

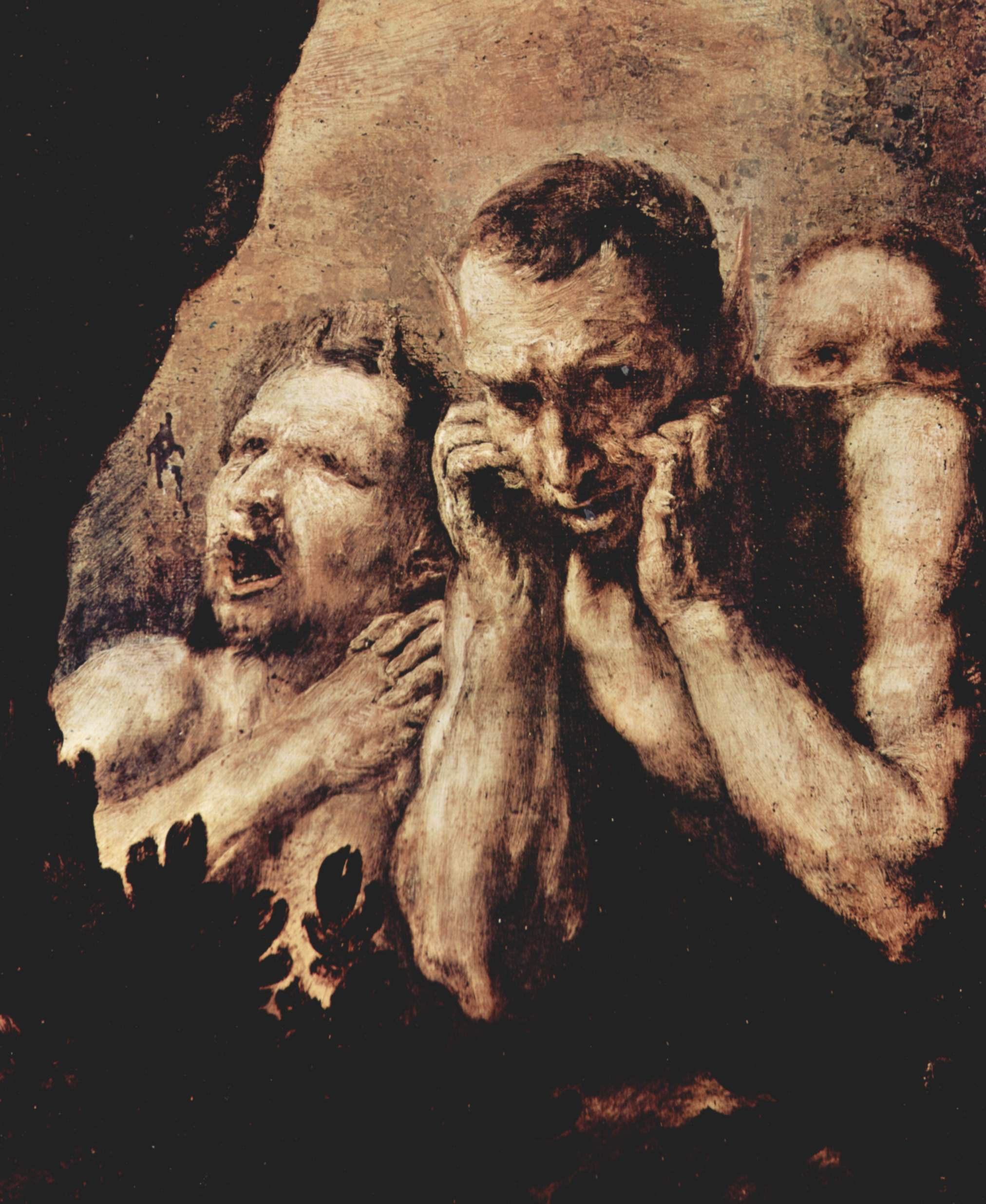
Fragment drugiej wersji neapolitańskiej.

Obraz przedstawia scenę, gdzie bóg Apollo obdziera ze skóry Marsjasza. Przyczyną tak okrutnego czynu była ich wcześniejsza rywalizacja: 

Marsjasz znalazł flet odrzucony przez Atenę, gdyż granie na nim szpeciło jej oblicze. Uzbrojony w instrument Marsjasz wyzwał Apolla na pojedynek. Wspólnie uradzili, iż zwycięzca zadecyduje o losie pokonanego. Apollo, grając, obrócił lutnię i wezwał Marsjasza, by ten poszedł w jego ślady. Marsjasz, oczywiście, nie mógł tego zrobić i Apollo został ogłoszony zwycięzcą. Triumfujący bóg związał Marsjasza do konaru wysokiej sosny i obdarł go ze skóry. (Apollodor, Bibliotheca, 1,4,2)

Po raz pierwszy rywalizację Apolla z Marsjaszem opisywał prawdopodobnie Apollodor oraz Owidiusz w swoich Metamorfozach. W XVI i XVII wieku historia pojedynku a raczej jego wynik był natchnieniem wielu artystów. Marsjasz przedstawiany był w różny sposób; był przywiązywany do drzewa, zwisał z gałęzi głową w dół. Taką interpretacje przedstawił m.in. Tycjan.
Ribera ukazał satyra leżącego na ziemi, z głową skierowaną ku widzowi, na którego patrzy przerażonym wzrokiem. Jego racice przywiązane są do drzewa i właśnie od nich bóg muzyki rozpoczyna swoją karę. Apollo ukazany jest jako młodzieniec o jasnej skórze, o wyidealizowanej sylwetce. Marsjasz ma twarz łotra. Obie postacie stanowią dla siebie skrajne przeciwieństwo. Zgodnie z manierą artysty obie postacie stanowią kontrast między sferą boską a światem doczesnym. Po lewej stronie, u dołu, znajdują się instrumenty, na których grano w zawodach. Ribera zastąpił je współczesnymi. Po prawej stronie, w głębi, widać dwóch innych satyrów przerażonych rozgrywającą się sceną. Nad nimi wisi fletnia Pana. Bóg opiekuńczy lasów również swego czasu wyzwał Apolla na pojedynek i równie, jak Marsjasz, przegrał go. Konsekwencje porażki nie były jednak tak dramatyczne.
Ribera wykonał dwie kopie tego obrazu w tym samym roku. Druga znajduje się obecnie w Museo di Capodimonte w Neapolu. Jest nieco mniejsza (182 × 232 cm), jednakże ma identyczną kompozycję. Jedyną różnicą jest sposób ukazania przerażonych satyrów w prawym rogu. Tym razem jest ich trzech i zwróceni są w stronę odbywającej się kaźni. Jeden z nich wydaje się patrzeć przerażonym wzrokiem na widza.